# Scott Brown (musicien)
Pour les articles homonymes, voir Scott Brown et Brown.
Scott Brown (né le 28 décembre 1972 à Glasgow, en Écosse) est un producteur et disc jockey britannique. Brown compose et joue une grande variété de genres musicaux tournant autour de la rave. Bien qu'il soit surtout associé au happy gabber, ses titres vont du UK hardcore au gabber, en passant par la trance. Scott Brown est considéré par la plupart des médias comme l'un des musiciens les plus prolifiques de la scène musicale électronique.

## Biographie

### Années 1990
Lors d'un entretien avec Harder Faster en 2004, Scott Brown confie s'être impliqué dans la techno hardcore après avoir écouté de la techno belge à la fin des années 1980 et au début des années 1990. Pour AllMusic, Scott Brown est l'« une des figures du happy hardcore les plus respectées. »
Scott Brown est grandement impliqué dans l'évolution que connait la scène hardcore au Royaume-Uni au début des années 1990, particulièrement en introduisant des sons plus syncopés. En 1994, il compose le single I'll Show You My Gun sous le nom de scène Annihiliator pour le label Mokum Records. À cette période, et par la suite, Scott Brown influence fortement la musique électronique, tant la scène britannique que la scène gabber néerlandaise,.
À la fin des années 1990, Brown passe des EP vinyles aux albums studio, à commencer par Future Progression au label Mainframe Records en 1999. Au passage du millénaire, Brown commence ses séries d'albums Hardwired et Livewired. 

### Années 2000-2010
En 2006, des chants sont ajoutés sur son titre Elysium dans un remix trance produit par Ultrabeat, offrant une seconde jeunesse au titre. Celui-ci est dès lors perçu comme un morceau emblématique par de nombreux fans de dance. En mai 2006, son titre Go Berzerk est compris dans le jeu Beatmania IIDX 11 - IIDX RED sur console PlayStation 2. En 2008, il sort un nouveau titre, DVD et album, intitulé Livewired. En 2011, Scott Brown fait paraître son centième EP au label Evolution Records.

## Production
Scott Brown est producteur au sein de ses propres labels successifs (Evolution Records, Evolution Plus, Evolved, Evolution Gold, Poosh, Screwdriver et Twisted Vinyl), ainsi que sous de nombreux pseudonymes dont Plus System, ainsi qu'avec son groupe Q-Tex. Ses productions ont notamment figuré sur les compilations Bonkers, à ce jour l'une des séries de compilations ayant connu le plus de ventes. Ses compositions les plus connues incluent notamment Definition of a Bad Boy, Synthetic Dreams, Like an Angel (Q-Tex), Just Walk Away, Rock Rock On, Technophobia, Cold as Ice, Fly With You, Now is the Time, Elysium, Neckbreaker, Boomstick, Fuzzy Muff et Turn Up the Music.